# Classe El Khattabi
La classe El Khattabi è una classe di motomissilistiche della Regia marina del Marocco, derivata dalla classe Lazaga spagnola, costruita da Bazán (oggi Navantia) tra il 1978 e 1981.

## Caratteristiche generali
La nave ha un equipaggio di 41 uomini, ha una lunghezza di 58 metri, una larghezza di 7,60 metri e un dislocamento di 425 tonnellate. Ha un raggio d'azione di 3000 miglia nautiche (5500 km) a 15 nodi oppure 700 miglia nautiche (1300 km) a 15 nodi.
La propulsione è costituita da due motori diesel MTU-Izar 16V956 TB91 (5.51 MW), in grado di generare una potenza complessiva di 7780 CV.
Il radar di superficie e quello di tiro sono il Thales Nederland ZW-06 e il WM-28.

## Armamento
Le navi classe El Khattabi si differiscono dalle navi spagnole classe Lazaga (pattugliatore d'altura) nell'armamento, in quanto sono in grado di trasportare missili Exocet MM-38, motivo per cui sono considerate navi motomissilistiche e non Pattugliatore d'altura.
Imbarcano un cannone Otobreda 76/62 e uno da 40/70 Bofors, più due mitragliere da 20/90 tipo Oerlikon GAM-B0 e 4 lanciatori singoli per missili antinave MM-38 Exocet.

## Aggiornamento
Le navi sono stati aggiornate nel 2008 in Spagna dai cantieri Navantia per un importo stimato di 10 milioni di Euro.

## Unità della Regia marina del Marocco
La El Khattabi è la prima di una serie che comprende quattro unità: 
| Marine royale - Classe Commandant El Khattabi | Marine royale - Classe Commandant El Khattabi | Marine royale - Classe Commandant El Khattabi | Marine royale - Classe Commandant El Khattabi | Marine royale - Classe Commandant El Khattabi | Marine royale - Classe Commandant El Khattabi | Marine royale - Classe Commandant El Khattabi |
| Immagine                                      | matricola                                     | Nome                                          | cantiere                                      | Entrata in servizio                           | Stato                                         | Aggiornato                                    |
| --------------------------------------------- | --------------------------------------------- | --------------------------------------------- | --------------------------------------------- | --------------------------------------------- | --------------------------------------------- | --------------------------------------------- |
|                                               | P 304                                         | Commandant El Khattabi                        | Navantia                                      | 3 Giugno 1981                                 | In servizio                                   | Nel 1996 e 2008                               |
|                                               | P 305                                         | Commandant Boutouba                           | Navantia                                      | 11 dicembre 1981                              | In servizio                                   | Nel 1996 e 2008                               |
|                                               | P 306                                         | Commandant El Harti                           | Navantia                                      | 25 febbraio 1982                              | In servizio                                   | Nel 1997 e 2008                               |
|                                               | P 307                                         | Commander Azouggarh                           | Navantia                                      | 2 agosto 1982                                 | In servizio                                   | Nel 1997 e 2008                               |